# Burrolandia
Burrolandia, también conocida como El Santuario de los burros, es una sociedad protectora de animales y reserva de burros de México. Se encuentra ubicada en Otumba, Estado de México, municipio conocido como la Cuna del Burro. Fue creada en 2006 con el objetivo de evitar la extinción de esta especie, resguardar su historia a través del Museo del burro y crear conciencia sobre los maltratos físicos y abusos que han sufrido los animales de carga.

## Historia
Fundada en 1996 por Germán Flores Sauza, la historia de Burrolandia comenzó con un par de burros  a partir de la preocupación por la extinción de este animal que históricamente fue usado en diversas actividades agrícolas, el traslado de mercancías y de personas durante décadas.

En relación con su historia Germán Flores menciona:

Burrolandia surge por la preocupación ante la desaparición de los burros. Otumba era conocido como pueblo de los burros y en el momento en que comienza esta desaparición, se decide investigar más y rescatar al burro para que continúe como parte de la identidad de esta región, reconociendo la importancia que tienen en el ecosistema.
En el albergue habitan 87 animales, 77 burros y 10 caballos. Durante la pandemia nacieron ocho crías, cuatro en 2021 y otros cuatro en 2022.
En julio de 2024, la reserva fue visitada por la escritora francomexicana Elena Poniatowska, quien la describió como un sitio único en su tipo.

## Administración
El administrador general de Burrolandia es Raúl Flores Alfaro quien es confundador con Germán Flores Sauza

## Áreas
- Pasillo línea del tiempo del burro
- Área de rehabilitación
- Mini pradera
- Pradera del burro
- Área de ponis
- Área de caballos
- El tinacal del burro
- Juegos infantiles los pollinos
- Tienda del BurroTerraza el mesón del burro (área de comida)
- Museo - restaurante el Rebuzno